# 十一月起义

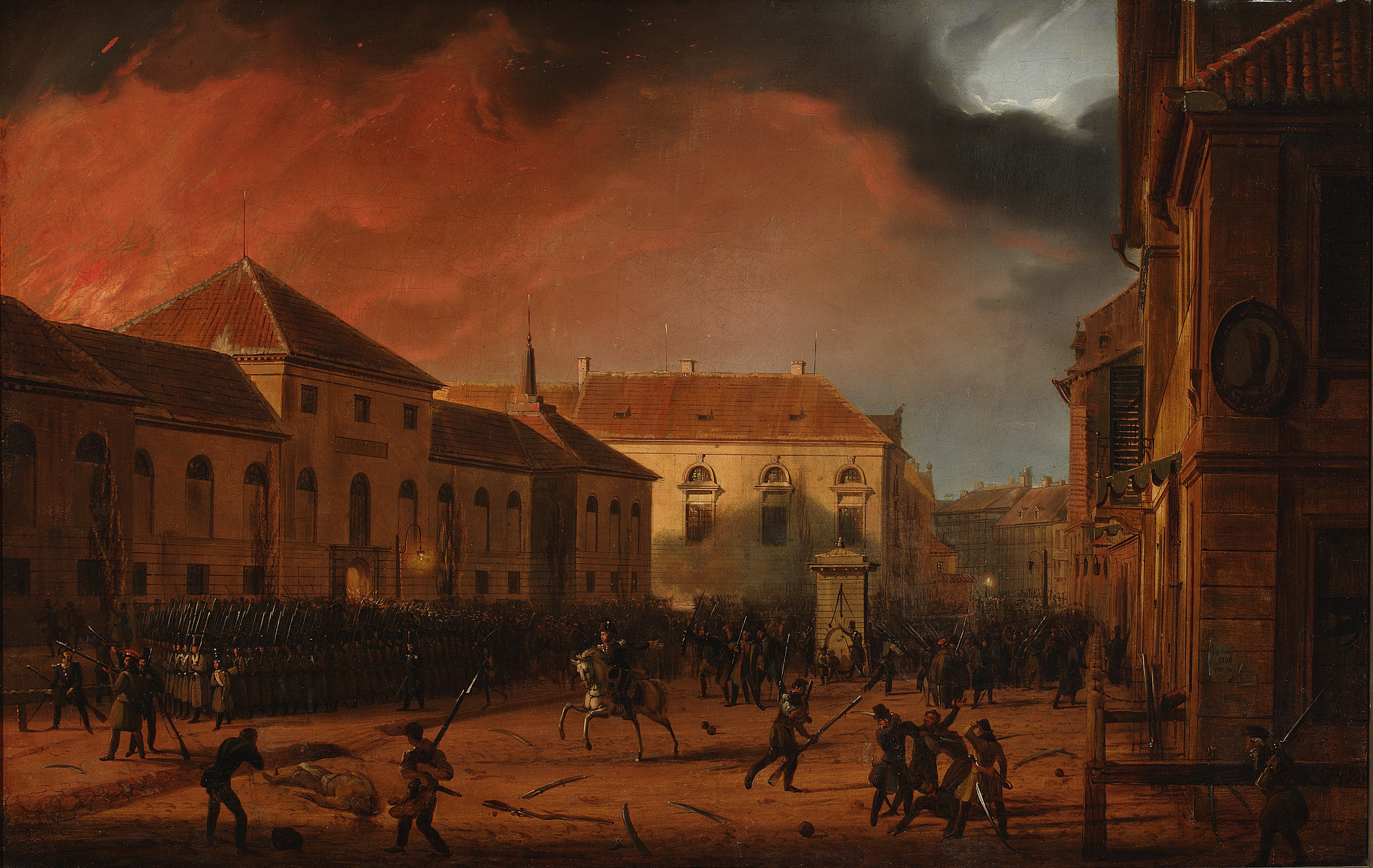
奪取華沙軍火庫，由畫家馬辛·柴勒斯基繪

十一月起义（1830年－1831年），又称军校士官革命，是俄罗斯波兰领地的一次武装起义，目的是解救瓜分波蘭後俄罗斯帝国所統治的波蘭人、為波蘭人爭取民族獨立。1830年11月29日，起义在华沙开始。由年輕的波蘭人中尉──皮歐·維索斯基領導起義。他們迅速獲得了大部分地下社團（波蘭人為主）的響應，故實力急速壯大，這些地下社團隨著19世紀上半浪漫主義的潮流而蜂擁誕生，緬懷波蘭歷史文化的浪漫情感而獲得貴族與中下階級的支持，現在這些遍及立陶宛、白俄羅斯、右岸烏克蘭的地下社團紛紛起義，成功趕走俄軍並成立波蘭臨時政府。但起義最終還是被名將伊万·帕斯克维奇率領的優勢俄軍擊敗。沙皇尼古拉一世頒布法令：將波蘭會議王國併入俄羅斯帝國，今後波蘭是俄羅斯不可分割的一部分，而華沙降為一個駐軍單位，並將其大學關閉。

## 背景

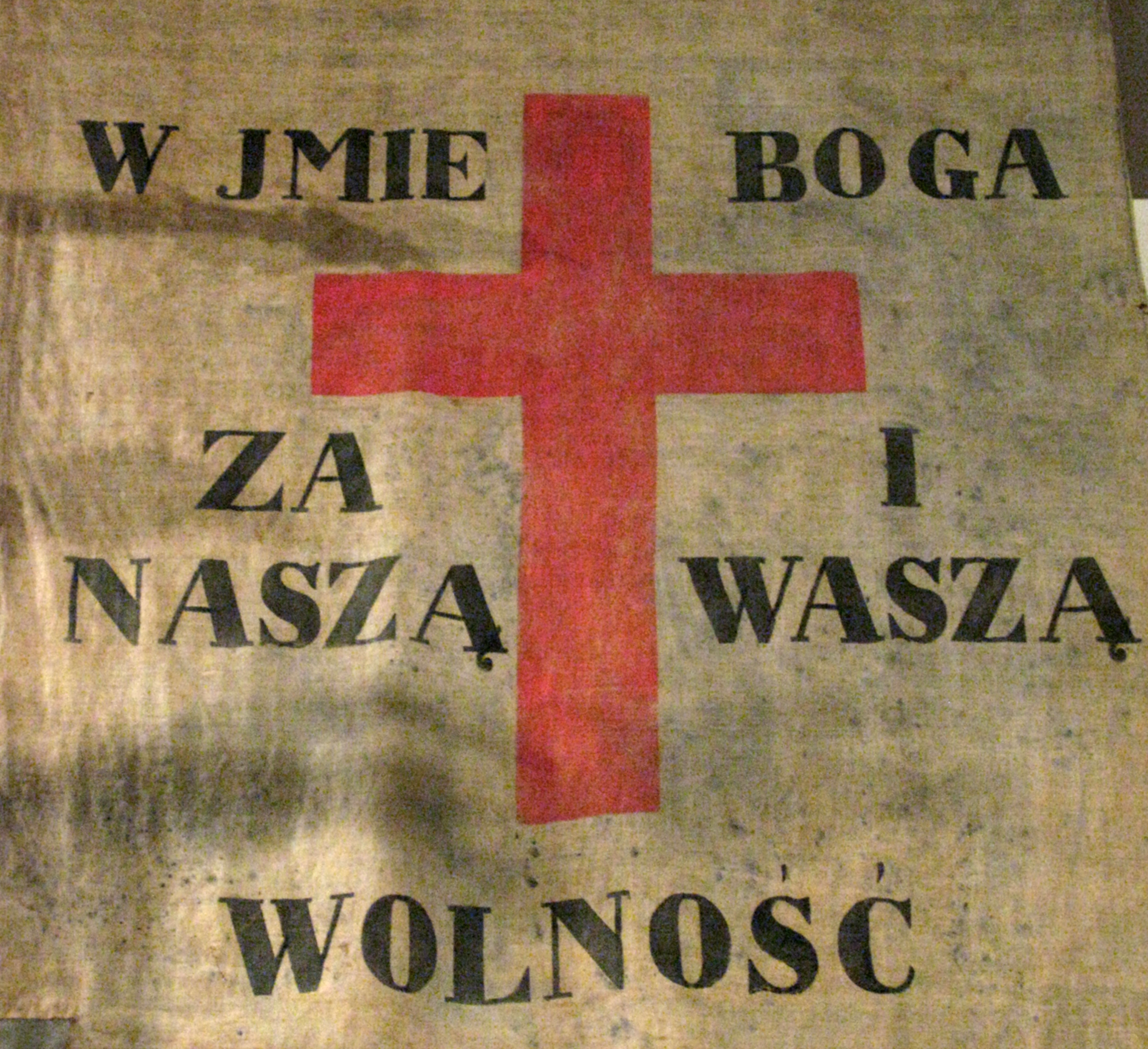
11月起義的旗幟，上題標語：「為了你與我的自由」（成為流傳至今的波蘭成語）

### 俄國保守統治
原本在1815年的維也納會議是承認波蘭為一個受俄國統治的獨立王國，沙皇亞歷山大一世亦賦與波蘭一部獨立的憲法，使他們有自己的政府、民選的國會、軍隊和法庭；更保障生活的自由和新聞自由，在教育方面，1816年華沙大學成立，也成為了波蘭學術自由的基地。但在1818年以後，俄國統治波蘭政策出現轉變，亞歷山大一世的政策越發保守反動，並開始違反憲法上的條款。1819年，亞歷山大一世廢止了波蘭王國的新聞自由，並引入了出版審查。波人对俄罗斯统治的反抗起于1820年代。由諾沃西爾切夫指揮的俄國秘密警察開始迫害波蘭地下組織，且在1821年，沙皇要求取締共濟會，因為共濟會體現了波蘭的愛國傳統。於是自1825年起，瑟姆會議被迫秘密召開以免惹怒當局。1825年繼任的沙皇尼古拉一世更崇尚絕對君權，是一個專制主義者。他準備消滅波蘭所有的自由黨派，加速波蘭人民的不滿。
更直接的衝突始於1815年沙皇亞歷山大任命的波蘭總督康斯坦丁大公（亞歷山大的親弟），因為大公被沙皇賦予几乎所有的权力，讓他為所欲為、無意尊重先進的波蘭憲法。大公廢除了波蘭的社會團體和愛國組織、自由派的反對黨（Kaliszanie），並漸漸把波蘭人從重要的軍政職位上免職，改換成俄羅斯人，更加使他不得民心。而雖然大公本身娶了波蘭女性（Joanna Grudzińska）為妻，但他仍被公眾視為波蘭王國的敵人、一個暴君而受到軍人與平民的憎恨。這表現在他與波蘭軍隊的指揮系統發生嚴重衝突，這些大小摩擦導致遍及全國的反俄陰謀，特別集中在波蘭王國的軍隊裡。

### 浪漫主義在波蘭

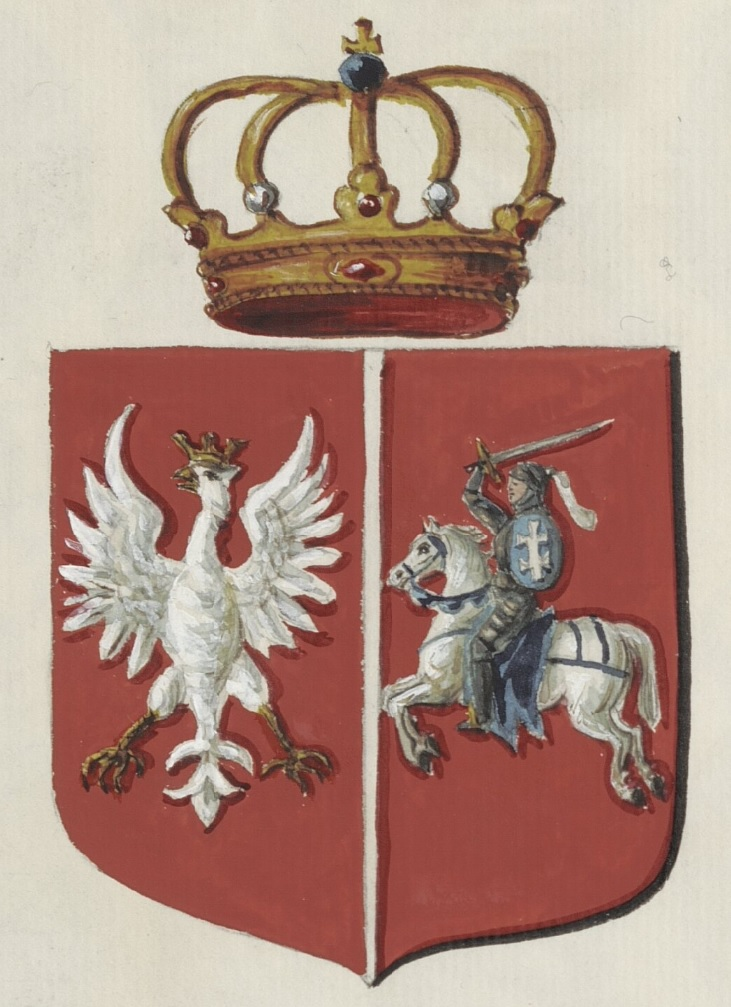
11月起義的徽章

以德國為中心向外傳播的浪漫主義，推展至波蘭也獲得巨大迴響。華沙大學成為波蘭浪漫主義的中心，以文化民族主義鼓吹波人，追求獨立，領頭人物乃詩人亚当·密茨凯维奇（創作歌頌波蘭歷史的《先人祭》和《歌謠傳說》），他在1820年代創作浪漫主義抒情詩《青春頌》，号召青年们起来推翻旧世界、建立新生活，之後成為11月起義的戰歌。
其他的青年學子則有維爾紐斯等地的「好學社」、「愛國社」與華沙的「青年波蘭運動」（Young Poland），他們視祖國波蘭為生命和感情的寄託中心，一個民族只有在獲得自由之後，方能繁榮發展；他們也對體制內的議會杯葛和漸進改革的消極做法極度不耐，認為只有武裝叛亂，才能達到目的。

## 起義爆發

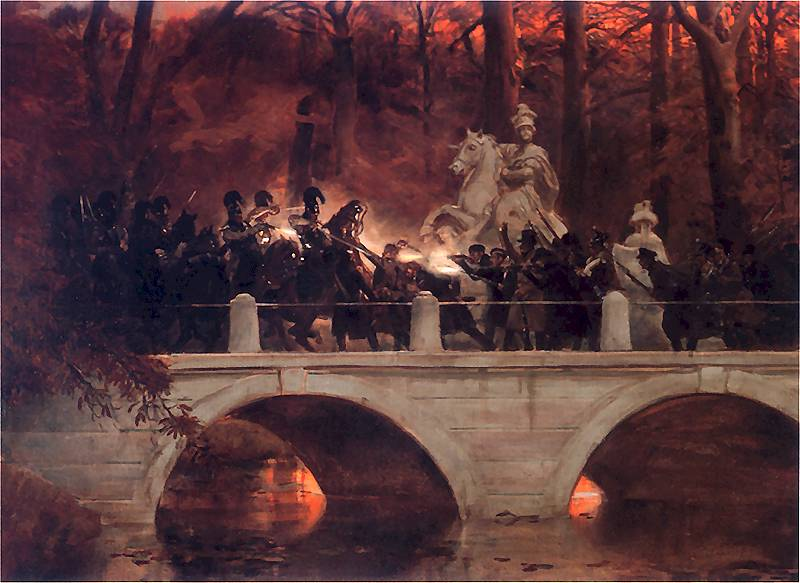
波蘭起義軍和俄國騎兵於華沙瓦金基公園橋上戰鬥（背景豎立著英雄波王約翰三世的騎馬雕像），1898年繪

1830年法國七月革命和比利時獨立的爆發，維也納會議體制動搖，波蘭人受潮流影響，也發起了波蘭軍官結合青年分子的革命。尼古拉一世原想以波蘭軍隊鎮壓法國及比利時的革命，這明顯違反了波蘭王國的憲法，於是這批軍隊於1830年11月29日叛變，由中尉皮歐·維索斯基率領部分軍隊和軍校學生，在夜晚聯合數千工人和青年奪取華沙軍火庫、進攻波蘭總督康斯坦丁大公的官邸，成功在隔天（30日）清晨一舉拿下華沙、俘虜三萬俄軍，酒醉剛醒的康斯坦丁大公無力反應，與剩下的俄軍撤到城外。

## 經過

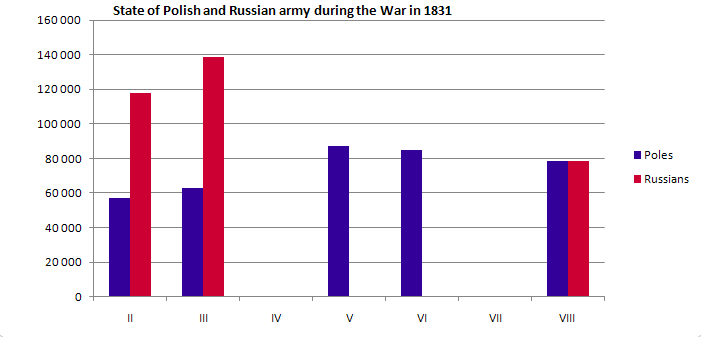
1831年俄波戰爭雙方軍力比：紅-俄軍、紫-波軍

革命派佔據了首都华沙，並得到了貴族和學生的支持，成立了臨時政府並得到舉國響應，大部分的地下社團蜂起革命、趕走俄軍（但俄軍仍控制許多波蘭的軍事要點）。1831年初波蘭議會決議廢除尼古拉一世的波蘭王位，改以國際知名的恰爾托雷斯基親王為國家元首；他們不僅要求波蘭獨立，還要兼併立陶宛、恢復瓜分之前的領土。結果沙皇尼古拉一世毅然拒絕，開啟俄波戰爭。雖然波軍英勇作戰、屢創敵軍，進行了奧耳伸卡-格羅霍夫斯戰役、瓦夫羅戰役、東布維爾基之戰、伊加尼亞內之戰、沃斯特羅溫卡戰役，並改由亨利克·德姆賓基將軍為全波軍元帥力挽狂瀾；但是當沙皇改派名將伊万·帕斯克维奇指揮俄軍時，波軍漸落下風，逐漸潰敗。

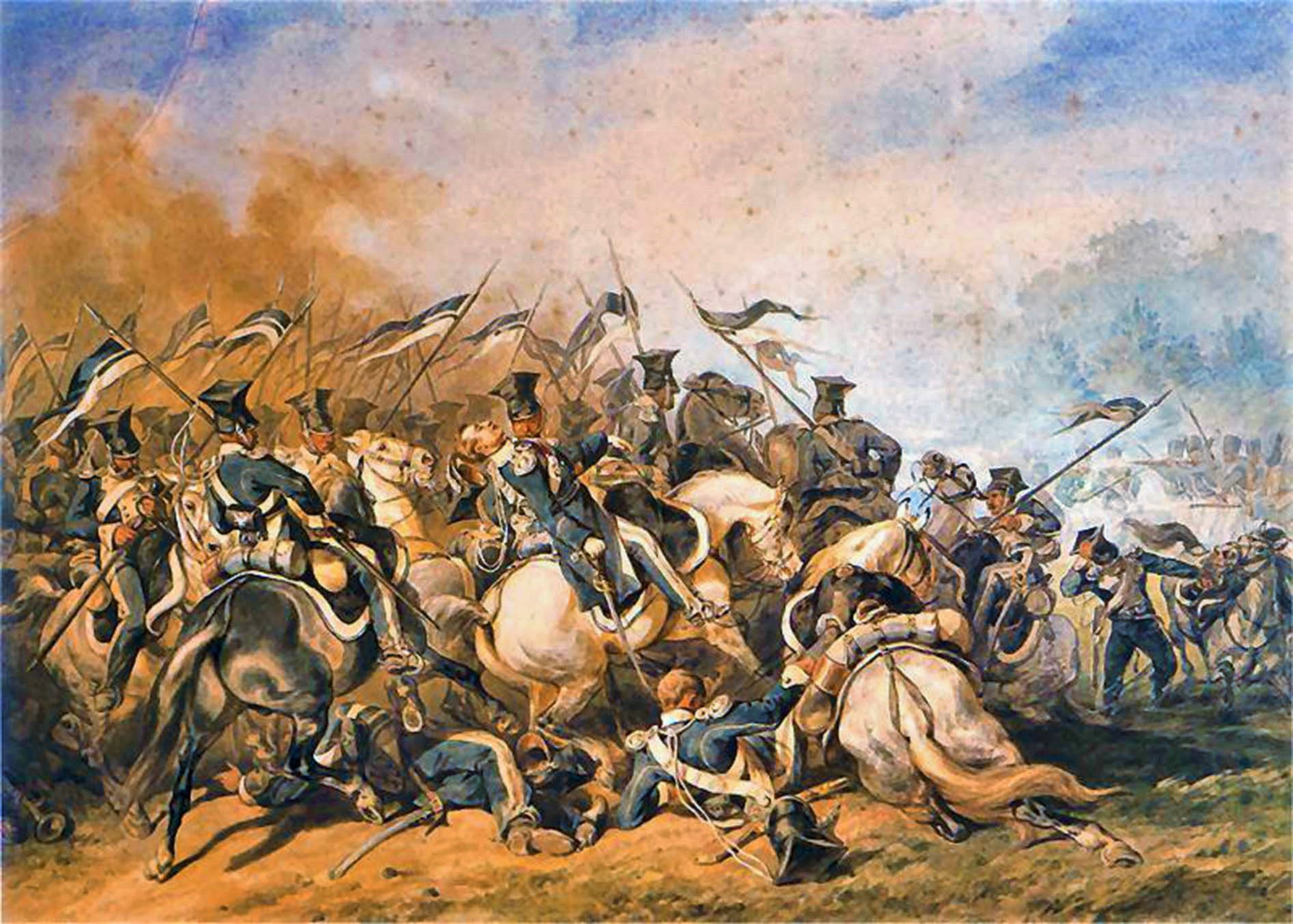
沃斯特羅溫卡戰役，波蘭畫家Juliusz Kossak繪

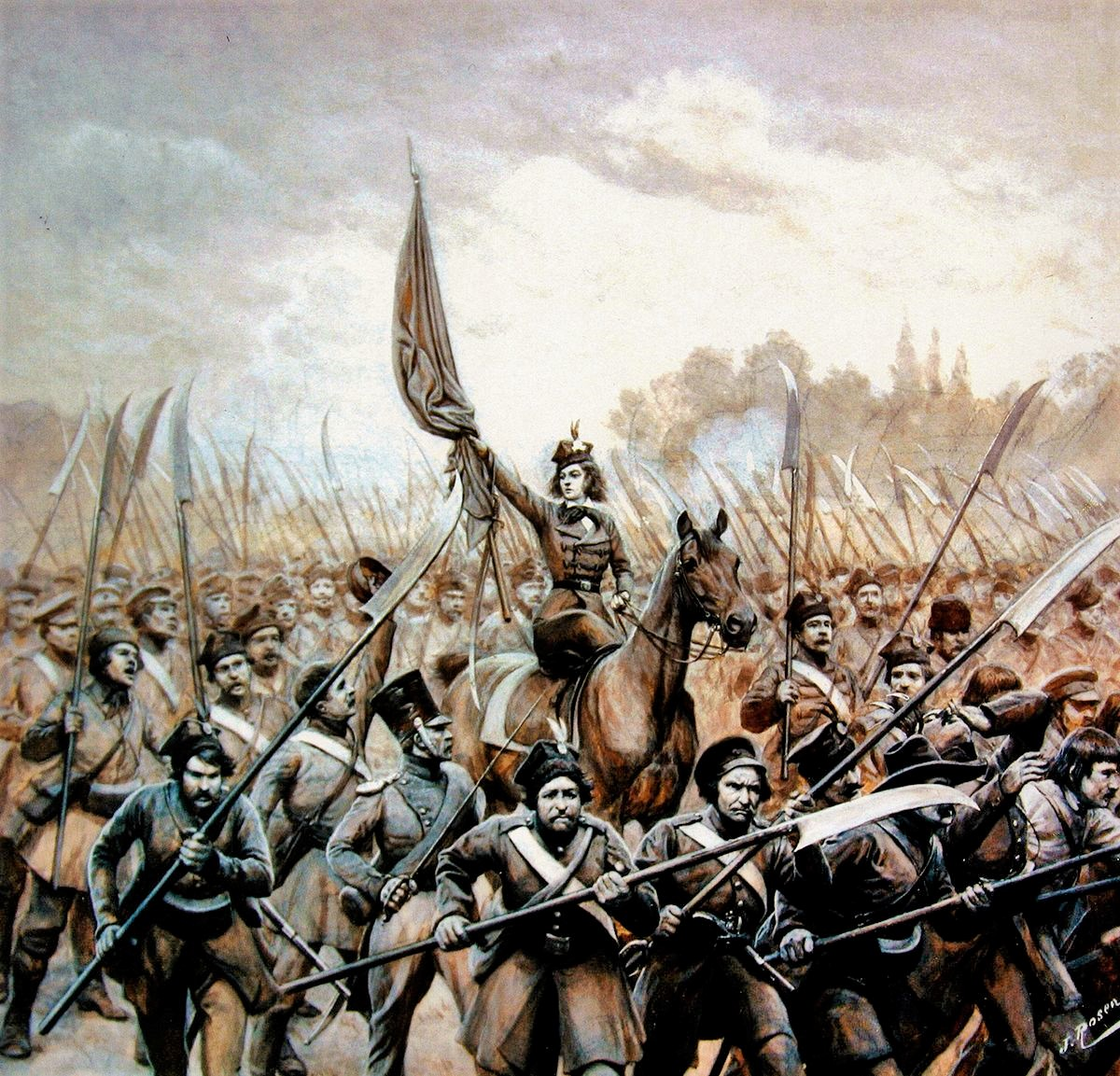
艾米利亚·普莱特領導的波蘭戰鐮大隊

本來波蘭革命者最初因英法兩國對革命的同情而深受鼓舞。然而，波蘭的革命者卻沒有得到英法任何實質援助。最後，普魯士為俄國提供大量援助以鎮壓革命，革命最終在11個月之內被優勢的俄軍鎮壓，華沙於1831年9月8日被俄國重新控制，起義徹底失敗。

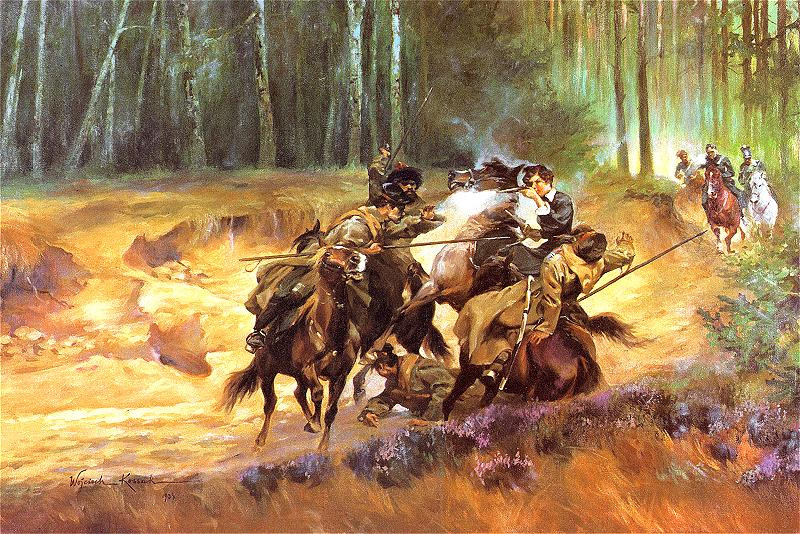
艾米利亚·普莱特在希奧利艾（位今立陶宛）領導的小型戰鬥，1904年繪

## 結果
其後沙皇尼古拉一世廢除了憲法，扼殺波蘭人的各種自由，放逐了大批的革命領袖，更廢除波蘭會議王國，將波蘭變成俄羅斯帝國的一部份。而華沙降為一個駐軍單位，並將維爾紐斯大學和華沙大學關閉。
參加革命的首要分子有的被處死、有的被充軍西伯利亞，另外有萬人逃亡國外，形成「大移民」浪潮。俄、普、奧三國更秘密協議，決心維持現有邊界，合力壓制新的革命發生。